# Roger Hansson
Roger Kent Hansson (* 13. července 1967, Helsingborg) je bývalý švédský lední hokejista, křídelní útočník. Se švédskou reprezentací se stal olympijským vítězem v roce 1994 a mistrem světa v roce 1992. Krom toho má stříbro ze světového šampionátu konaného roku 1995 a bronz z mistrovství světa 1994. Má bronz též z mistrovství světa juniorů 1987. Švédskou nejvyšší soutěž hrál za Malmö IF. Dvakrát se s ním stal mistrem Švédska (1992, 1994). Pět sezón též působil v německé nejvyšší soutěži, v dresu Kassel Huskies. Po skončení hráčské kariéry se stal trenérem, jako hlavní kouč vedl například Düsseldorfer EG, EVZ Academy nebo Rögle BK. V tomto klubu byl několik let i generálním manažerem.